# Syllable
Syllableは、Pentiumおよび互換プロセッサで動く、UNIX系の、家庭や仕事場向けの使いやすいデスクトップ環境を目標とした、フリーかつオープンソースのオペレーティングシステム(OS)。もともとは停滞していたAtheOSから2002年7月にフォークしたプロジェクトのひとつで、Syllableとしての最初のリリースは「0.4.0 / July 2002」だが、その後「0.6.7 / April 12, 2012」を最後に開発が停止している。
自前のウェブブラウザ（Webster、WebKitを使用）、電子メールクライアント(Whisper)、メディアプレーヤー、IDE、各種アプリケーションがある。
公式サイトによれば、次のような特徴を有する。
- ネイティブの64ビットジャーナリングファイルシステム AFS(AtheOS File System)
- C++指向のAPI
- オブジェクト指向型デスクトップ環境（独自GUIアーキテクチャ）
- ほぼPOSIX準拠
- Emacs、Vim、Perl、Python、Apache HTTP Server などを移植
- GNUツールチェーン (gcc, glibc, Binutils, Make)
- プリエンプティブ・マルチタスクでハードウェアマルチスレッディングサポート
- SMPサポート
- 一般的ハードウェア用デバイスドライバ（ビデオ、サウンド、ネットワーク）
- FAT（読み書き）、NTFS（読み取りのみ）、ext2（読み取りのみ）サポート
- スクリプト言語としてREBOLを採用